# Llibert Ferri i Mateo
Llibert Ferri i Mateo  (Barcelona, 1948) es un periodista catalán.

## Biografía
Licenciado en periodismo por la Universidad Autónoma de Barcelona. Tiene estudios de Ciencias Sociales en el Instituto Católico de Estudios Sociales de Barcelona. 
Entre 1987 y 2007 fue el corresponsal de la cadena de televisión TV3 en la Unión Soviética, posteriormente  Federación Rusa, así como también de la Europa central y oriental. Durante su etapa en Moscú fue testigo directo del proceso de perestroika y del hundimiento de los regímenes comunistas, así como de la transición a la democracia y a la economía capitalista.
Es autor de varios reportajes sobre la realidad poscomunista en el programa 30 minuts de TV3 y del documental histórico Operación Nikolai, que desvela las incógnitas sobre el secuestro y asesinato del líder marxista catalán Andreu Nin a manos de la policía soviética. 
Fue investigador en los archivos de Moscú, becado por el Centro de Estudios Históricos Internacionales  así como columnista del semanario El Tiempo y del diario Ara. 

## Obras
- Crónicas postsoviéticas ( 1994 Llibres de l'Index y 1998 La Magrana)
- Caiguda i retorn (1996, Ediciones 3 y 4)
- Dies de roig i vermell  (1999, Editorial Columna)
- Memòria del fred (2006, Editorial Empúries)
- L'esclat de l'Est  ( 2008, Eumo Editorial)
- Manhattan líquid (2010, Empúries)
- Viatge a Moscou (2014, Ara llibres)
- Putin trenta anys després del final de l'URSS (2021, Edicions de 1984) [6]

## Distinciones
La Associació de Periodistes Europeus de Catalunya (APEC) le distinguió con el premio Ernest Udina a la Trayectoria Europeísta 2022.